# Блага Видец
Блага Видец (на македонска литературна норма: Блага Видец) е оперна певица от Социалистическа република Македония.

## Биография
Родена е на 24 септември 1930 година в Битоля, тогава в Кралство Югославия. Учи пеене в Загреб и Любляна. Става солистка на операта на Македонския народен театър от 1954 до 1960 година, а след това и на Сараевската опера. Изпълнява няколко главни роли в областта като мецосопрано, сред които: Ацучена („Трубадур“), Амнерис („Аида“), Далила („Самсон и Далила“), Кармен, Фенена („Набуко“). Изявява се на концертния подиум и в областта на народната и забавна музика.
От 1959 до 1963 година Виолета Томовска свири на пиано с чичо си Благой Петров – Караджуле и с леля си Блага Петрова – Видец.
Блага Петрова – Видец умира в Сараево на 21 октомври 1982 година.